# Vallérargues
Vallérargues là một xã trong vùng Occitanie. Xã Vallérargues nằm ở khu vực có độ cao trung bình 280 mét trên mực nước biển.